# Jung Ho-yeon
Jung Ho-yeon (Seul, 23 giugno 1994) è una modella e attrice sudcoreana.
Nel 2022, per il ruolo di Kang Sae-byeok nella serie televisiva Squid Game, ottiene il plauso della critica e vince lo Screen Actors Guild Award per la migliore attrice in una serie drammatica e ha ricevuto la candidatura al Premio Emmy nella sezione migliore attrice non protagonista in una serie drammatica.

## Carriera
Ho-yeon Jung nasce a Seul, in Corea del Sud, il 23 giugno 1994. La secondogenita di tre figlie, si è laureata come modella all'università femminile privata di Dongduk, intraprendendo la carriera all'età di sedici anni.
Inizia la sua carriera cinematografica prendendo parte al cast dell'acclamata serie televisiva Squid Game, diretta da Hwang Dong-hyuk. Nella serie prodotta e distribuita da Netflix, Jung Ho-yeon interpreta il ruolo della giovane Kang Sae-byeok, una profuga nordcoreana che tenta di vincere il sostanzioso montepremi per migliorare le condizioni della propria famiglia. Grazie a Squid Game, ha vinto come miglior attrice ed è stata candidata, insieme agli altri protagonisti della serie, come miglior cast in una serie drammatica agli Screen Actors Guild Awards 2022.

## Filmografia

### Attrice

#### Televisione
- Squid Game ( 오징어게임?, Ojing-eo ge-imLR) – serie TV, 9 episodi (2021)
- Chicken Nugget (닭강정?, DakgangjeongLR) – serie TV (2024)
- Disclaimer - La vita perfetta (Disclaimer) – miniserie TV, 8 puntate, regia di Alfonso Cuarón (2024)

#### Videoclip
- Going Crazy di Lee Hyo-ri (2013)
- Beat di 100% (2014)
- Move di Kim Yeon Woo e Kyung Park (2014)
- Taste of Acid di Hot Potato (2019)
- Out of Time di The Weeknd (2022)
- Cool With You delle NewJeans (2023)

## Riconoscimenti
- Premio Emmy
  - 2022 – Candidatura per la migliore attrice non protagonista in una serie drammatica per Squid Game

- Screen Actors Guild Awards
  - 2022 – Migliore attrice in una serie drammatica per Squid Game
  - 2022 – Candidatura per il miglior cast in una serie drammatica per Squid Game

## Doppiatrici italiane
Nelle versioni in italiano delle opere in cui ha recitato, Jung Ho-yeon è stata doppiata da:
- Sara Vitagliano in Squid Game